# Taleporia austriaca
Taleporia austriaca är en fjärilsart som beskrevs av Karl Prohaska 1922. Taleporia austriaca ingår i släktet Taleporia och familjen säckspinnare. Inga underarter finns listade i Catalogue of Life.